# Clan Fuwa
Le clan Fuwa (不破氏, Fuwa-shi) est un clan japonais qui prétend descendre du clan Fujiwara. Durant l'époque Sengoku, les membres de la famille servirent comme obligés du clan Oda.

## Source de la traduction
- (en) Cet article est partiellement ou en totalité issu de l’article de Wikipédia en anglais intitulé « Fuwa clan » (voir la liste des auteurs).